# Хемсло
Хемсло (нем. Hemsloh) — община в Германии, в земле Нижняя Саксония.
Входит в состав района Дипхольц. Подчиняется управлению Реден. Население составляет 589 человек (на 31 декабря 2010 года). Занимает площадь 26,77 км².
| Год  | Население |
| ---- | --------- |
| 1990 | 595       |
| 1995 | 639       |
| 2000 | 607       |
| 2005 | 612       |
| 2010 | 615       |